# 506

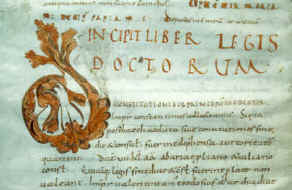
Bladzijde uit het "Breviarium Alaricianum"

Het jaar 506 is het 6e jaar in de 6e eeuw volgens de christelijke jaartelling.

## Gebeurtenissen

### Europa
- 2 februari - Koning Alarik II laat in Toulouse het wetboek "Breviarium Alaricianum" samenstellen. Een afzonderlijke uitleg (interpretatio) van een overzicht van Romeinse wetten en keizerlijke besluiten.
- Koning Clovis I verslaat opnieuw de Alemannen in de omgeving van Straatsburg (Elzas). De Franken voeren een plunderveldtocht in Allemannië (huidige Zwitserland).

### Italië
- Koning Theodorik de Grote laat zijn steun voor Laurentius (tegenpaus) vallen. In Rome breken straatgevechten uit, Symmachus wordt als paus in ere hersteld.

## Religie
- Alarik II geeft de Gallische bisschoppen toestemming een concilie in Agde (Zuid-Frankrijk) te houden. De vergadering onder leiding van Caesarius van Arles, veroordeelt ketterij in het Visigotische Rijk.

## Overleden
- Laurentius, tegenpaus van Rome (waarschijnlijke datum)